# Спортивное метание ножа в России
Спортивное метание ножа — официальный вид спорта с 01 октября 2019 года. Создан на территории Российской Федерации командой единомышленников под руководством Трохова Андрея Александровича. Координацию развития вида спорта «Спортивное метание ножа» осуществляет Общероссийская физкультурно-спортивная общественная организация «Спортивное метание ножа» (ОФСОО «СМН»). Действующий президент Федерации — Трохов Андрей Александрович.

## История
История спортивного метания ножа в России началась с «Русского боя» («Универсального боя»), вида спорта, появившегося в России в 1996 году (в 2008 году «Русский бой» был переименован в «Универсальный бой»). Метание ножа это одно из упражнений вместе с преодолением полосы препятствий, бегом, стрельбой и поединком на ринге. Один из создателей вида спорта и организаторов соревнований по «Русскому бою» и «Универсальному бою», президент общероссийской спортивной федерации «Универсальный бой» Сергей Петрович Новиков запатентовал соревнования по метанию ножей, так появилась отдельная дисциплина.
В сентябре 2000 года в г. Виннице была создана "Международная любительская федерация «Универсальный бой» (президентом был избран Новиков С. П.), которая разработала правила по «спортивному метанию ножа» и стала проводить самостоятельные соревнования по дисциплине «спортивное метание ножа» вида спорта «Универсальный бой», придав ему международный уровень.
13 сентября 2001 года в городе Самаре (Россия) Федерацией «Универсальный бой» были проведены первые официальные соревнования — Чемпионат России, там же в декабре 2001 года прошёл первый Чемпионат мира по Универсальному бою в дисциплине «спортивное метание ножа». Состязания проводились только в одном упражнении — метание ножа в прямоугольную мишень с дистанции 5 метров любым видом хвата, броском поверх плеча [4]. Первые соревнования были организованы Самарской федерацией «Универсальный бой» под руководством Яковлева Андрея Владимировича (многократный чемпион мира по спортивному метанию ножа), при поддержке Наяновой Марины Венедиктовны («Самарский государственный областной университет Наяновой» — «СГОУН»).
Общероссийская физкультурно-спортивная общественная организация «Спортивное метание ножа» (ОФСОО «СМН») полноценно занимается развитием спортивного метания ножа в Российской Федерации и проводит соревнования, как регионального, так и Всероссийского уровня, участвует в проведении Чемпионатов и Первенств мира. ОФСОО «СМН» объединила в настоящее время 60 субъектов Российской Федерации. ОФСОО «СМН» явилась инициатором создания нового вида спорта «спортивное метание ножа», на протяжении нескольких лет готовилась к защите и выступала на заседаниях комиссий (2017, 2018 и 2019 года) в Министерстве спорта РФ. Результатом работы стало признание вида спорта «спортивное метание ножа» (Приказ Министерства спорта РФ от 01 октября 2019 г. № 784). В настоящее время ОФСОО «Спортивное метание ножа» планомерно проводит работу по созданию и аккредитации региональных федераций.

## Основные техники метания ножа
Подразделяют три основные техники метания ножа:
- Многооборотная — введена на официальных соревнованиях;
- Полуоборотная — планируется к введению в официальные соревнования;
- Безоборотная — официального признания не планируется.

### Многооборотная техника
Метание ножа производится с дистанций 3,5,7 и 9 метров за рукоять. При этом, с 3 метров нож делает один оборот вокруг собственной оси, с 5 метров два оборота и т. д.

### Полуоборотная техника
Нож держится перед броском за клинок. В полёте он должен развернуться остриём к цели. Планируется введение метания ножа за клинок с чётных дистанций — 4,6 и 8 метров.

### Безоборотная техника
Нож держится перед броском за рукоять особым хватом. После броска он летит к цели остриём вперёд. Бросок требует большой силы, но мастера достигают дальности в 15-18 метров. По точности уступает многооборотной технике. На официальных соревнованиях не проводится и пока официального статуса не получит. Применяется, обычно, между любителями на неофициальных соревнованиях.

## Система проведения соревнований
Соревнования по спортивному метанию ножа могут проводиться как на открытом воздухе, так и в закрытых (полузакрытых) помещениях, в специально оборудованных местах, при условии обеспечения безопасности для спортсменов, судей и зрителей. Место соревнований определяется в зависимости от погодных и иных условий организатором соревнований и судейской коллегией.
Спортивное метание ножа проводится по прямоугольным мишеням установленного образца, с дистанций 3, 5, 7 и 9 метров, в зависимости от возраста и категории участников.
На соревнованиях любого уровня перед началом соревнований спортсменам — метателям предоставляется время для проведения разминки с практическим метанием трёх ножей. Для разминки отводится специальное место, изолированное или удалённое от зоны проведения соревнований. Время разминки определяется главным судьёй соревнований. В случае отсутствия отдельного специального места для разминки, она организуется в соревновательном секторе, непосредственно перед выступлением каждой смены. При этом спортсменам отводится 5 минут для разминки, при выполнении разминки спортсмены используют в одной серии не более трёх ножей. Контроль над проведением спортсменами разминки осуществляется специально назначенным судьёй. Перед началом разминки судья должен убедиться, что в секторах метания нет людей, животных, приспособлений или предметов, препятствующих или мешающих выполнению упражнения. В ходе разминки для спортсменов обязательным условием является соблюдение всех правил безопасности, установленных правилами и положениями о соревнованиях.
Перед зачётными сериями на каждой дистанции спортсменам предоставляется право на выполнение двух пробных серий по три ножа в каждой серии. На каждом этапе соревнований спортсмены выполняют установленное положением о соревновании количество зачётных бросков. На выполнение каждой серии бросков в упражнениях на точность участникам отводится не более 60 секунд.
Перед началом выполнения первой зачётной серии судья в секторе метания должен получить подтверждение от каждого спортсмена о готовности к выполнению упражнения. Готовность спортсмен обозначает поднятой над головой рукой, свободной от ножей. Отсчёт времени начинается с команды старшего судьи (судьи) в секторе метания: «ПРИСТУПИТЬ!».
Перед подачей команды старший судья (судья) в секторе метания должен убедиться, что в секторах метания нет людей, животных, приспособлений или предметов, препятствующих или мешающих выполнению упражнения. По окончании времени, установленного на выполнение серии, подаётся команда: «СТОП, ВРЕМЯ!». Нож, выпущенный из руки спортсмена после сигнала «СТОП», засчитывается как промах. Если при этом нож выбивает из мишени один или оба предыдущих ножа, то они так же засчитываются как промахи. Если во время выполнения бросков главный судья соревнований или судья сектора метания подаёт команду «СТОП», то отсчёт времени приостанавливается. При продолжении серии на её завершение отводится оставшаяся часть времени, вне зависимости от того, сколько ножей осталось у каждого участника. Если спортсмен после начала выполнения зачётных серий не явился в сектор для метания, то он снимается с соревнований в данном упражнении. В случае опоздания спортсмена на разминку или выполнение пробных серий дополнительное время ему не предоставляется.

## Особенности спортивного метания ножа
«Спортивное метание ножа» — это вид спорта, включающий в себя метание ножа с различных дистанций в мишень, которая закреплена на деревянном стенде для метания. Мишень изготовлена из плотного картона и представляет собой прямоугольник с чередующимися концентрическими зонами чёрного и белого цвета. Каждая зона мишени маркируется цифровым индексом, центральная зона оценивается в 20 очков, далее от центра к краю — соответственно 15, 10 и 5 очков.
Метание ножа производится по 3 ножа с дистанций 3,5,7 и 9 метров. При этом, с 3 метров нож делает один оборот вокруг собственной оси, с 5 метров два оборота и т. д. Выполняется несколько подходов (5 или 10) по три ножа и подсчитывается итоговый результат (максимальное количество баллов одного подхода — 60, пяти подходов — 300 и десяти подходов — 600 баллов, соответственно).
Выполняется следующие спортивные дисциплины:
- мальчики и девочки — 12-13 лет включительно — дистанции 3 метра;
- юноши и девушки — 14-15 лет включительно — дистанции 3 метра и 5 метров;
- девушки — 16-17 лет включительно — дистанции 3 метра и 5 метров;
- юноши — 16-17 лет включительно — дистанции 5 метров и 7 метров;
- женщины — 18 лет и старше — дистанции 3 метра, 5 метров и 7 метров;
- мужчины — 18 лет и старше — дистанции 5 метров, 7 метров и 9 метров.

```
Спортивное метание ножа способствует развитию специфических физических (тонкое мышечное чувство, быстрота реакции, хорошая координация, точный глазомер, чувство дистанции, способность управлять мышечным напряжением и расслаблением) и психологических (умение сосредоточиться, сбросить психологическое напряжение, сформировать психологическую устойчивость к раздражителям) качеств; позволяет совершенствовать моральные и волевые качества — настойчивость и целеустремлённость, выдержку и самообладание, организованность и дисциплинированность. Регулярные занятия спортивным метанием ножа укрепляют костно-связочный аппарат, увеличивают силу, выносливость и эластичность мускулатуры, стабилизируют обмен веществ, повышают жизненный тонус, развивают центральную нервную систему. Спортсмены с ограниченными возможностями здоровья становятся более уверенными в своих силах и социально ориентированными.
```

```
Обязательным условием при проведении тренировок по спортивному метанию ножа со спортсменами — метателями и при проведении соревнований является неукоснительное выполнение 
правил техники безопасности.
```

## Ножи для спортивного метания
Метательные ножи представляют собой металлическую пластину, не имеющую ярко выраженной рукояти и тем более гарды (упора-ограничителя). Ножи не являются холодным оружием. Ножи представлены большим количеством видов, остановимся на некоторых из них.
На официальных соревнованиях используют ножи «Unifight PRO», утверждённые федерацией «Унифайт». Общая длина — 260 мм, длина лезвия — 150 мм, толщина обуха — 6 мм, масса — 285 г. Клинок обязательно имеет знак федерации «Универсальный бой», клеймо производителя и сертифицирован как предмет хозяйственно-бытового назначения и потому не является холодным оружием.
Используются следующие виды ножей:
«Осётр» и «Лидер», которые сконструированы Владимиром Ковровым. Freeknife M1 и Freeknife Сарган — ножи федерации Freeknife (сайт ножа M1 с подробной информацией — www.freeknife-m1.ru). С этими ножами выступают на официальных чемпионатах мира и Европы по всему миру с 2009 года.
«Unifight» и «Unifight PRO» — официальные ножи федерации «Универсальный бой».
Ножи изготавливаются из стали 30ХГСА и 40 (или 65) Х13. «Лидер» — это нож с центром тяжести, смещённым в сторону острия, который удерживается перед броском за рукоять, так как его баланс делает такую форму хвата оптимальной. Такой нож подходит для всех, благодаря его небольшому весу и форме. Его неширокое лезвие «прощает» такую ошибку, как разворот кисти во время броска.
Нож «Осётр» — наиболее распространённый на сегодняшний день нож для метания. Предназначен для более опытных метателей, хотя многие начинают именно с него. До 2012 года использовался на официальных соревнованиях.
Нож «Unifight PRO» имеет большую ширину обуха, чем «Лидер» и «Осётр», и, соответственно, больший вес. Разработал Виталий Ким. Выпускается в двух вариантах: «Unifight PRO» и «Unifight PRO-L» — то есть облегчённый вариант для женщин и юниоров. На данный момент только эти два ножа допускаются на официальные соревнования по версии федерации Unifight.
Нож «МОФСМН» — новый вид ножа, разработан РОО «Московская областная федерация спортивного метания ножа» (авторы: Трохов А. А. и Гусляков К. П.) и предназначен для подготовки как начинающих метателей, так и профессиональных спортсменов. Нож немного легче, чем «Unifight PRO» (масса 290 г), за счёт узкой рукояти более удобен в хвате, легче сход ножа при метании. Поэтому быстрее нарабатываются навыки спортивного метания ножа.
Нож «Freeknife M1» — за счёт сбалансированности по продольной линии исключается вращение ножа при попадании в мишень. Длина оптимальна и позволяет видеть недокрут и перекрут на стенде. Удобная рукоять без зацепов даёт возможность работать всеми существующими техниками.

## Сильнейшие спортсмены
Чемпионы мира
| Фамилия и имя                                        | Страна, город              | Год                                                                    | Дистанция                            |
| ---------------------------------------------------- | -------------------------- | ---------------------------------------------------------------------- | ------------------------------------ |
| Седышев Михаил                                       | Россия, Самара             | 2021, 2017, 2016, 2015, 2014, 2013, 2011, 2010, 2009, 2008, 2007, 2006 | 5 м, 7 м, 9 м, абсолютное первенство |
| Самков Владислав                                     | Россия, Набережные Челны   | 2017, 2016                                                             | 5 м, абсолютное                      |
| Дмитриев Артём                                       | Россия, Москва             | 2017, 2015                                                             | 9 м, абсолютное                      |
| Дмитриева Венера                                     | Россия, Москва             | 2017, 2016, 2015                                                       | 3 м, 5 м, абсолютное                 |
| Давыдова Лариса                                      | Россия, Ижевск             | 2017                                                                   | 5 м                                  |
| Трубина Татьяна                                      | Россия, Московская область | 2016                                                                   | 3 м                                  |
| Богданова Ирина                                      | Россия, Самара             | 2017                                                                   | 3 м                                  |
| Ачилов Джавад                                        | Туркмения                  | 2014, 2012, 2010                                                       | 5 м, 7 м, абсолютное                 |
| Харитонов Александр                                  | Россия, Нижний Новгород    | 2013, 2012                                                             | 9 м                                  |
| Яковлев Андрей                                       | Россия, Самара             | 2019, 2009, 2006, 2004, 2003, 2002                                     | на разных дистанциях                 |
| Яковлев Егор                                         | Россия, Самара             | 2018, 2021                                                             | 5 м 9 м                              |
| Новиков Олег                                         | Россия, Санкт-Петербург    | 2012                                                                   | 7 м                                  |
| Долгих Иван                                          | Россия, Москва             | 2012                                                                   | 5 м                                  |
| Ульянова Наталья (Тренер Головкин Денис "78 легион") | Россия, Санкт-Петербург    | 2015, 2012                                                             | 3 м, абсолютное                      |
| Нагайцева Марина                                     | Россия, Москва             | 2012                                                                   | 5 м                                  |
| Полынова Елена                                       | Россия, Москва             | 2013, 2012, 2011                                                       | 3 м, 5 м, абсолютное                 |
| Мельников Дмитрий                                    | Россия, Самара             | 2015, 2011                                                             | 5 м, 7 м, абсолютное                 |
| Кортунова Анна                                       | Россия                     | 2014                                                                   | 3 м, 5 м, абсолютное                 |
| Гришунькина Юлия                                     | Россия                     | 2013                                                                   | абсолютное                           |
| Жолобова Алёна                                       | Россия, Москва             | 2011, 2010, 2009                                                       | на разных дистанциях                 |
| Ягелавичюс Элигиюс                                   | Литва                      | 2010                                                                   | 5 м                                  |
| Жаринов Ярослав                                      | Россия, Самара             | 2011                                                                   | 5 м                                  |
| Савина Оксана                                        | Россия, Самара             | 2008                                                                   | 3 м                                  |
| Чувина Галина                                        | Россия, Рязань             | 2008                                                                   | абсолютное                           |
| Терентьев Валерий                                    | Россия, Самара             | 2007, 2003                                                             | на разных дистанциях                 |
| Брюханов Андрей                                      | Россия, Самара             | 2006                                                                   | 7 м                                  |
| Быков Юрис                                           | Литва                      | 2005                                                                   | 5 м, абсолютное                      |
| Мартынчук Олег                                       | Беларусь                   | 2005                                                                   | 7 м                                  |
| Гребнев Андрей                                       | Украина, Севастополь       | 2004                                                                   | 5 м                                  |
| Фазылов Фаим                                         | Россия, Самара             | 2001                                                                   | 5 м                                  |
| Шляк Ольга                                           | Россия, Самара             | 2019                                                                   | 5 м                                  |

## Рекорды

### Действующие мировые рекорды у мужчин
| Фамилия и имя  | Страна, город  | Год  | Результат | Дистанция  |
| -------------- | -------------- | ---- | --------- | ---------- |
| Рыжков Антон   | Россия, Тюмень | 2005 | 1540      | 9 м        |
| Седышев Михаил | Россия, Самара | 2007 | 480       | 7 м        |
| Седышев Михаил | Россия, Самара | 2009 | 400       | 9 м        |
| Седышев Михаил | Россия, Самара | 2010 | 1435      | абсолютное |

### Действующие мировые рекорды у женщин
| Фамилия и имя   | Страна, город              | Год  | Результат | Дистанция  |
| --------------- | -------------------------- | ---- | --------- | ---------- |
| Трубина Татьяна | Россия, Московская область | 2016 | 575       | 3 м        |
| Полынова Елена  | Россия, Москва             | 2013 | 440       | 5 м        |
| Жолобова Алёна  | Россия, Москва             | 2010 | 1060      | абсолютное |

## Современное развитие
Общероссийская физкультурно-спортивная общественная организация «Спортивное метание ножа» (ОФСОО «СМН»), под руководством президента Федерации Трохова Андрея Александровича, полноценно занимается развитием спортивного метания ножа в Российской Федерации и проводит соревнования, как регионального, так и Всероссийского уровня, участвует в проведении Чемпионатов и Первенств мира. ОФСОО «СМН» объединила в настоящее время 70 субъектов Российской Федерации. ОФСОО «СМН» явилась инициатором создания нового вида спорта «спортивное метание ножа», на протяжении нескольких лет готовилась к защите и выступала на заседаниях комиссий (2017, 2018 и 2019 года) в Министерстве спорта РФ. Результатом работы стало признание вида спорта «спортивное метание ножа» (Приказ Министерства спорта РФ от 01 октября 2019 г. № 784). ОФСОО «Спортивное метание ножа» в 2020 году было аккредитовано в Минспорта России и планомерно проводит работу по созданию и аккредитации региональных федераций.
ОФСОО «Спортивное метание ножа» и региональные федерации ежегодно на территории Российской Федерации проводят около 55 соревнований по виду спорта «спортивное метание ножа» различного уровня (турниры, кубки, городские и областные соревнования), в том числе ежегодно проводят Всероссийские соревнования по спортивному метанию ножа среди юношей и девушек, мужчин и женщин. Участвуют в проведении Чемпионатов и первенств мира. В 2019 году были проведены впервые соревнования среди лиц с ограниченным состоянием здоровья. Всероссийские соревнования среди юношей и девушек в сентябре 2019 и 2021 года были проведены в рамках Юношеских игр боевых искусств (РСБИ) в Анапе и стали ежегодными. Региональные соревнования проводятся в Москве, Московской области, Санкт-Петербурге, Рязанской, Иркутской, Смоленской области, Краснодарском крае, Республике Татарстан, Удмуртии, и других регионах.
Присваиваются спортивные разряды, в России более 120 человек имеют массовые разряды, 29 человек — кандидаты в мастера спорта.
Информация о развитии спортивного метания ножа в мире.
Чемпионаты и первенства мира проводятся под эгидой Международной федерации «Универсальный бой». Анализ проводимых международных соревнований по спортивному метанию ножа показывает, что география развития спортивного метания ножа в мире бурно расширяется. Так, до 2016 года участие принимали спортсмены 6-8 стран мира, в 2016 году были представители уже 14 стран, 2017 год — 17 стран мира, в 2018 году — 14 стран мира (7 стран не успели получить визы), в 2019 году участие приняли спортсмены из 25 стран мира. Участие принимают спортсмены из Италии, Болгарии, Голландии, Латвии, Кубы, Вьетнама, Монголии, Ирака, Сирии, Конго, Лаоса и других стран мира. Спортивное метание ножа развивается как в дальнем зарубежье, так и в ближнем зарубежье: Украина, Белоруссия, Армения, Латвия, Литва, Узбекистан, Туркменистан, Таджикистан и др. В составе судейских коллегий с 2017 году входят судьи из других стран мира (Ирак, Таджикистан, Латвия, Сирия и др.). В финалы соревнований выходят представители не только России, но также Латвии, Украины, Эстонии, Вьетнама и Болгарии.
Перспективы развития спортивного метания ножа
Перспективность развития спортивного метания ножа базируется, прежде всего, на ряде следующих факторов:
— данный вид соревновательной деятельности способствует физическому и интеллектуальному развитию способностей человека, совершенствованию его двигательной активности и формированию здорового образа жизни;
— практически нет ограничений по состоянию здоровья для занятий спортивным метанием ножа, спортивное метание ножа пользуется популярностью и среди спортсменов с ограниченными возможностями здоровья;
— нет ограничений в возрасте, занимаются все, в том числе и люди преклонного возраста, возраст от 18 лет и старше.
— начиная с 2001 года и по настоящее время, не было зафиксировано ни одного случая травматизма спортсменов и участников;
— спортивное метание ножа позволяет привлечь к регулярной физической активности большее количество детей, молодёжи и студентов, людей среднего возраста и пенсионеров, лиц с ограниченными возможностями здоровья;
— спортивное метание ножа способствует развитию специфических физических (тонкое мышечное чувство, быстрота реакции, хорошая координация, точный глазомер, чувство дистанции, способность управлять мышечным напряжением и расслаблением) и психологических качеств (умение сосредоточиться, сбросить психологическое напряжение, сформировать психическую устойчивость к раздражителям), позволяет совершенствовать моральные и волевые качества.

## Интересные факты
- За рубежом также активно развивают метание ножа: На европейском континенте функционирует Европейский метательный клуб «Летающие клинки» (European Throwing Club «Flying Blades» (Eurothrowers)), основанный в 2003 году во время проведения 3-го Большого метательного турнира, в окрестностях Берлина и объединяющий клубы метателей ножа и топора из Франции, Германии, Чехии, Италии, Великобритании и других европейских стран[7]. В 2010 году после консультаций Eurothrowers с союзами из Германии, Франции, Италии и Чехии была утверждена новая редакция Европейских правил соревнований по метанию ножа и топора[8], которая действует и в настоящее время. В Соединённых Штатах существует две организации: International Knife Throwers Hall of Fame (IKTHOF) — Международный зал славы метателей ножей — и American Knife Throwers Alliance (AKTA) — Американский альянс метателей ножей. Спортивное метание ножа также активно развивается и в ближнем зарубежье: Украина, Белоруссия, Армения, Латвия, Литва, Узбекистан, Туркменистан, Таджикистан и др.
- Анализ проводимых Федерацией «Универсальный бой» Чемпионатов мира по спортивному метанию ножа показывает, что география развития спортивного метания ножа в мире бурно расширяется. Так, до 2016 года участие принимали спортсмены 6-8 стран мира, в 2016 году были представители уже 14 стран, а 2017 год — 17 стран мира. Участие приняли представители Италии, Болгарии, Голландии, Латвии, Кубы, Вьетнама, Монголии, Ирака, Сирии, Конго и других стран мира. Впервые в состав судейской коллегии вошёл представитель республики Ирака. В финалы соревнований вошли представители не только России, но также Латвии, Украины, Вьетнама и Болгарии.